# Micrixalus swamianus
Micrixalus swamianus és una espècie de granota que viu a l'Índia.